# Dina Eltabaa
Dina Ahmed Abdelmoniem Abdelrahman Eltabaa (née le 13 septembre 1991), est une athlète égyptienne, spécialiste du saut à la perche.

## Biographie
Elle remporte la médaille d'argent du saut à la perche des Championnats d'Afrique d'athlétisme 2018 à Asaba et la médaille de bronze du concours de saut à la perche des Jeux africains de 2019, organisés à Rabat.

## Palmarès
| Date | Compétition            | Lieu         | Résultat | Épreuve          | Marque |
| ---- | ---------------------- | ------------ | -------- | ---------------- | ------ |
| 2011 | Championnats panarabes | Al-Aïn       | 2e       | Saut à la perche | 3,30 m |
| 2011 | Jeux panarabes         | Doha         | 3e       | Saut à la perche | 3,30 m |
| 2015 | Championnats panarabes | Madinat 'Isa | 3e       | Saut à la perche | 3,60 m |
| 2018 | Championnats d'Afrique | Asaba        | 2e       | Saut à la perche | 4,05 m |
| 2019 | Championnats panarabes | Le Caire     | 2e       | Saut à la perche | 3,90 m |
| 2019 | Jeux africains         | Rabat        | 3e       | Saut à la perche | 4,00 m |
| 2023 | Championnats panarabes | Marrakech    | 2e       | Saut à la perche | 3,65 m |

## Records
| Épreuve          | Épreuve   | Marque      | Lieu   | Date           |
| ---------------- | --------- | ----------- | ------ | -------------- |
| Saut à la perche | Plein air | 4,00 m      | Rabat  | 27 août 2019   |
| Saut à la perche | En salle  | 4,00 m (NR) | Nantes | 8 février 2020 |